# Raptor house
Sous-genres
Hard fusion, street house, tuki bass
La raptor house (ou changa tuki) est un genre de musique électronique ayant émergé dans les bidonvilles de Caracas, au Venezuela, à la fin des années 1990, et popularisé lors de soirées appelées matinées organisées dans les discothèques de Caracas. Ses influences sont basées sur la house, le tribal house et la techno des années 1990. D'ailleurs, ses danseurs et adeptes sont connus sous le terme péjoratif de tukis.
À ses débuts, ce genre est qualifié négativement par les classes supérieures et moyennes du pays, qui affirmaient que ses adeptes étaient principalement des délinquants ou des personnes aux ressources limitées, tandis que les critiques musicaux ont déclaré qu'il reflétait parfaitement la violence et la tension qui régnaient dans les quartiers pauvres de l'époque, avec des résultats favorables, puisque de nombreux adeptes ont progressé professionnellement et ont même fondé des écoles de danse,.
Au début des années 2010, le genre connaît une réorientation sociale, avec le deuxième boom mené par de nouveaux représentants et un désengagement notoire du quartier, ce qui produit qu'il s'est déplacé vers des publics plus larges et internationaux.

## Histoire
Le genre est créé par DJ Baba au milieu des années 2000 et commence à être joué dans des parrandas improvisées dans des maisons des quartiers populaires de la ville de Caracas. L'artiste s'est inspiré de la techno et de la house des années 1990 entendues dans les minitecas et l'a adaptée à son style, obtenant un type de tribal house avec des synthétiseurs stridents et une ambiance caribéenne.
Peu après, DJ Yirvin et Baba popularisent ces soirées qui commencent à être organisées dans les principales villes du Venezuela, parallèlement à la diffusion de clips de danse appelées Máquina Latina ou Adrenalina, où des danseurs tels qu'Elberth « El Maestro », Víctor « El Heredero », Eduardo « Silvestre », entre autres. En outre, d'autres producteurs tels que DJ Javith, Byakko, DJ Deep, DJ Armando, DJ Linares, DJ Yoiser, DJ Ronald TRHP et Marvin DJ commencent à produire des morceaux, notamment Caracas de noche et des remixes de samples d'Aqua, Def Rhymz et Vengaboys. Des sous-genres tels que la hard fusion et la tuki bass apparaissent alors.
Le déclin commercial de la raptor house au Venezuela se produit au début de l'année 2007, en raison de rencontres violentes dans les lieux où se déroulaient les danses et des lois sévères imposées par le gouvernement vénézuélien, qui a promulgué la réforme de la loi organique pour la protection des enfants et des adolescents (Ley Orgánica de Protección a los Niños, Niñas y Adolescentes, LOPNA).
En 2018, en raison de la crise au Venezuela et de l'émigration vénézuélienne vers les pays voisins, le genre gagne en popularité au Pérou, où des festivals sont même organisés dans la ville de Lima.